# Forte da Carrapateira
O Forte da Carrapateira é um monumento militar situado na aldeia da Carrapateira, no Município de Aljezur, na região do Algarve, em Portugal. No seu interior situa-se a Igreja Matriz da Carrapateira.

## Descrição
O forte está situado numa colina na povoação da Carrapateira. Tem uma planta em forma de estrela de quatro pontas. Durante o seu funcionamento, dispunha de uma bateria virada para o oceano, aquartelamentos e um corpo de guarda.
No seu interior situa-se uma igreja, dedicada a Nossa Senhora da Conceição. Destacam-se os seus dois portais, no estilo manuelino, uma delas com cinco lóbulos. Os portais e os moirões poderão ser os únicos elementos sobreviventes do edifício original. Conta com uma sineira, com um sino onde foi gravada a palavra WAIMATE, sendo talvez originário de alguma embarcação que tenha dado á costa. No interior da igreja estão três altares com decoração em talha dourada, tendo o principal imagens de Nossa Senhora da Conceição e Santo Estêvão, enquanto que os dois colaterais são dedicados a Senhor Jesus e a Nossa Senhora do Rosário. Destaca-se o retábulo setecentista, e duas tábuas do século XVI com pinturas de São Pedro e Santo António de Lisboa. A pia baptismal, em pedra lavrada, está situada no baptistério do lado da epístola, sendo de forma hexagonal, com o suporte e o nó de estilo manuelino. Junto da porta lateral localiza-se a pia de água benta, igualmente com elementos manuelinos.

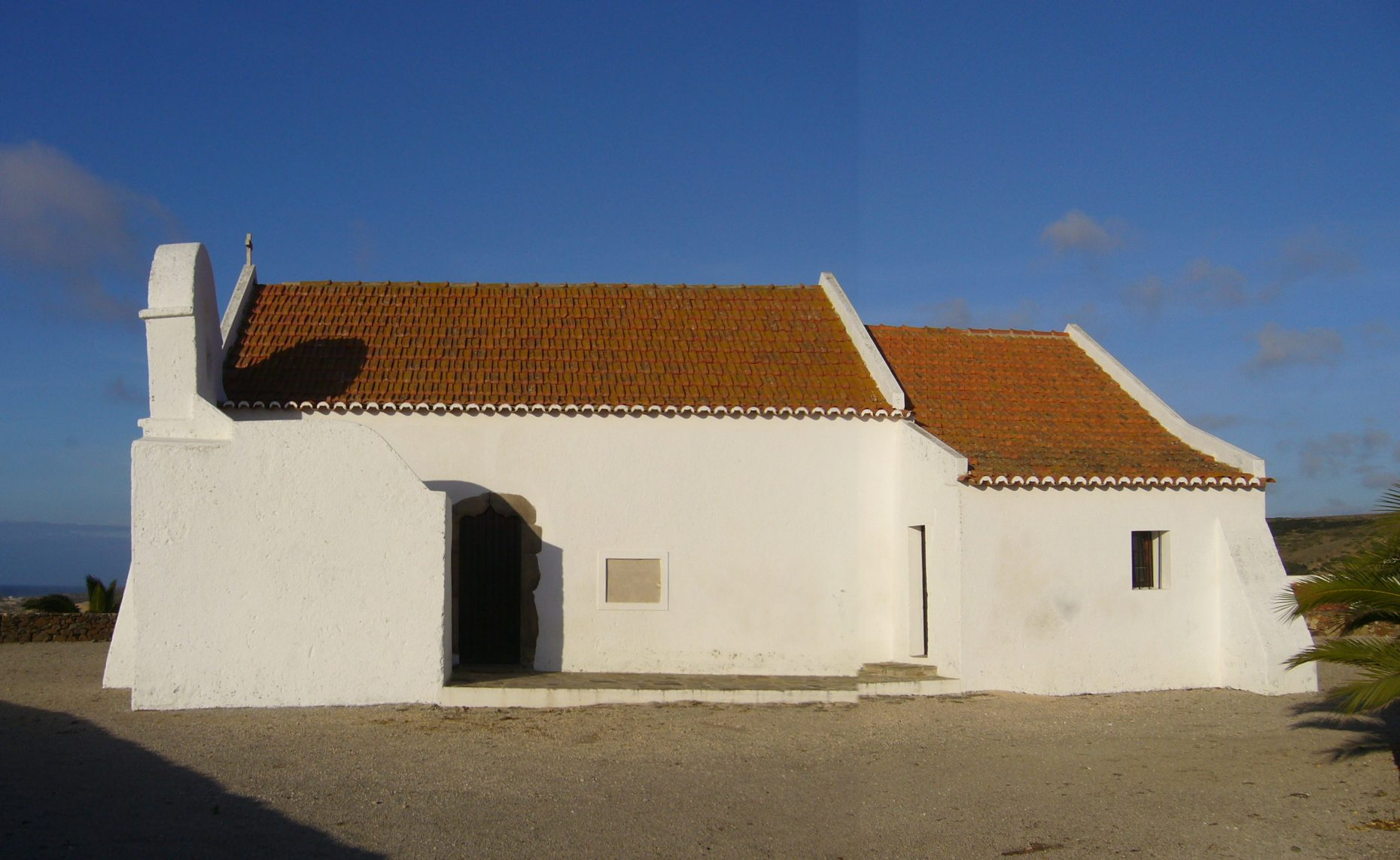
Fachada lateral da igreja, vendo-se um pórtico manuelino.

## História
O primeiro edifício no local foi a igreja, tendo o forte sido construído posteriormente. Não se conhece a data de construção da igreja, embora devido aos seus elementos manuelinos, poderá ter sido instalada durante o século XVI, ou então já no século XVII.
No período após a Restauração da Independência, no século XVII, as povoações no litoral português começaram a ser assolados por corsários oriundos do Norte de África, que faziam os seus desembarques nos pontos da costa mais favoráveis e que não eram protegidos pelos militares. Uma vez que estava situada entre duas praias utilizadas pelos piratas, a Praia da Bordeira, a Norte e a Praia do Amado, a Sul, a Carrapateira foi frequentemente alvo de ataques, durante os quais eram roubadas e destruídas as casas, e os habitantes levados para serem vendidos com escravos na cidade de Argel. Assim, em 1673 pediram auxílio ao rei, que ordenou a construção de um forte em redor da igreja, uma vez que era o ponto mais elevado na povoação. Nesta altura, o Governador e Capitão-General do Reino do Algarve era D. Nuno da Cunha de Ataíde, Conde de Pontével.
Em 1742, o então Governador do Reino do Algarve, o Conde de Atouguia, ordenou que fossem feitas obras de reparação no forte, que nessa altura possuia seis bocas e fogo, e era guarnecido por onze soldados. Porém, em 1751 já só restavam duas peças de artilharia e três homens. Em 1754, o Governador Rodrigo António de Noronha e Meneses visitou o forte, que nesta altura encontrava-se em boas condições de conservação, mas só dispunha de três peças de ferro de calibre 6, que não estavam funcionais. No ano seguinte, a igreja foi ligeiramente danificada na parte Norte, devido a um sismo. Em 1765, o ajudante de engenheiro Francisco Lobo fez uma vistoria ao forte, tendo verificado que eram necessárias obras de reparação nalgumas partes em ruína, cujo custo computou em 100$000 Réis. Nesta altura, o forte contava com duas peças de ferro, uma de calibre 4 e outra de calibre 6, ambas funcionais. Em 1767, o então Governador e Capitão-General do Reino do Algarve, D. Tomáz da Silveira e Albuquerque Mexia, escreveu ao Conde de Oeiras, ordenando-lhe que fossem feitas obras de reparação no forte, que no entanto não foram totalmente concluídos. Em 1788 foi feito o levantamento do forte pelo engenheiro militar José de Sande Vasconcelos, tendo-se referido que os quartéis da guarnição estavam em ruína. Porém, apenas quatro anos depois, em 1 de Abril de 1792, o Conde de Oyenhausen relatou que a estrutura estava quase totalmente demolida, tinha três peças de ferro de calibre 6 e uma de 2, nenhuma em estado de funcionamento, e era guarnecido por dois soldados do Regimento de Lagos e por um artilheiro, sob o comando de um cabo.
Em 27 de Janeiro de 2011 foi publicada a Resolução do Conselho de Ministros n.º 11-B, que aprovou o Plano de Ordenamento do Parque Natural do Sudoeste Alentejano e Costa Vicentina, tendo o Forte da Carrapateira sido incluído como um dos sítios de importância histórica e arqueológica na área do parque.
Em Janeiro de 2017, a autarquia de Aljezur iniciou um programa de apoio financeiro às freguesias, no sentido de permitir a realização de várias obras, incluindo a instalação de iluminação pública e panorâmica na Igreja de Carrapateira e nos espaços envolventes. O sistema de iluminação cénica foi inaugurado pela Junta de Freguesia da Bordeira em 17 de Setembro desse ano, em conjunto com o Núcleo Museológico da Bordeira, na Escola de Vilarinha, e um monumento à classificação do Fado como Património Imaterial da Humanidade pela UNESCO.